# 60614 Tomshea
60614 Tomshea è un asteroide della fascia principale. Scoperto nel 2000, presenta un'orbita caratterizzata da un semiasse maggiore pari a 2,7242057 UA e da un'eccentricità di 0,0987759, inclinata di 5,95815° rispetto all'eclittica.